# نيل (فرقة موسيقية)
نيل هي فرقة ديث ميتال أمريكية من غرينفيل، كارولاينا الجنوبية،الولايات المتحدة، تشكلت في عام 1993. موسيقاهم وكلماتهم مستوحاة من الغموضية والتاريخ والدين والفن القديم في مصر والشرق الأدنى، بالإضافة إلى أعمال هوارد فيليبس لافكرافت.

## ديسكوغرافيا
ألبومات الأستديو
- Amongst the Catacombs of Nephren-Ka (1998)
- Black Seeds of Vengeance (2000)
- In Their Darkened Shrines (2002)
- Annihilation of the Wicked (2005)
- Ithyphallic (2007)
- هؤلاء الذين مقتتهم الآلهة (ألبوم موسيقي) (2009)
- At the Gate of Sethu (2012)
- What Should Not Be Unearthed (2015)

## روابط خارجية
- نيل على موقع ميوزك برينز (الإنجليزية)
- نيل على موقع أول ميوزيك (الإنجليزية)
- نيل على موقع ديسكوغز (الإنجليزية)

- الموقع الرسمي